# Azad Hind

Azad Hinds flagga.

Azad Hind (Fria Indien), eller Ārzī Hukūmat-e-Āzād Hind (hindi: आर्ज़ी हुक़ूमत-ए-आज़ाद हिन्द; urdu:عارضی حکومت‌ِ آزاد ہند;), Provisional Government of Free India, var en indisk övergångsregering under andra världskriget stödd av Japan. Den etablerades i Singapore med japanskt stöd 1943 och samarbetade med axelmakterna för att arbeta för Brittiska Indiens självständighet från Storbritannien. Det förklarade krig mot Storbritannien i allians med Japan så snart det bildades, och deltog i striderna med sin armé, "Azad Hind Fauj" eller INA (Indiska Nationella Armén). 
Regeringen bildades av indiska exilnationalister 21 oktober 1943 under ledarskap av Subhas Chandra Bose, och upphörde vid hans död 18 augusti 1945. Den hade sin egen valuta, civillag, domstol och militär, och hävdade auktoritet över allt indiskt territorium som erövrades av Japans och dess egen allierade armé. Detta innebar att den formellt styrde över Andamanerna, Nikobarerna och delar av Manipur och Nagaland. I praktiken anses dock japanerna ha fattat alla beslut åt dem, och all makt de över huvud taget utövade var att fatta beslut som hade Japans godkännande och gillande. 
Azaf Hind anses ha upphört med Subhas Chandra Boses död 18 augusti 1945. Huruvida de ska karaktäriseras som kollaboratörer är omtvistat. Azad Hind har i Indien länge betraktats som frihetshjältar i kampen för Indisk självständighet.  